# Littorina obtusata
El bígaro chato (Littorina obtusata) es una especie de molusco gasterópodo de la familia Littorinidae.

## Descripción

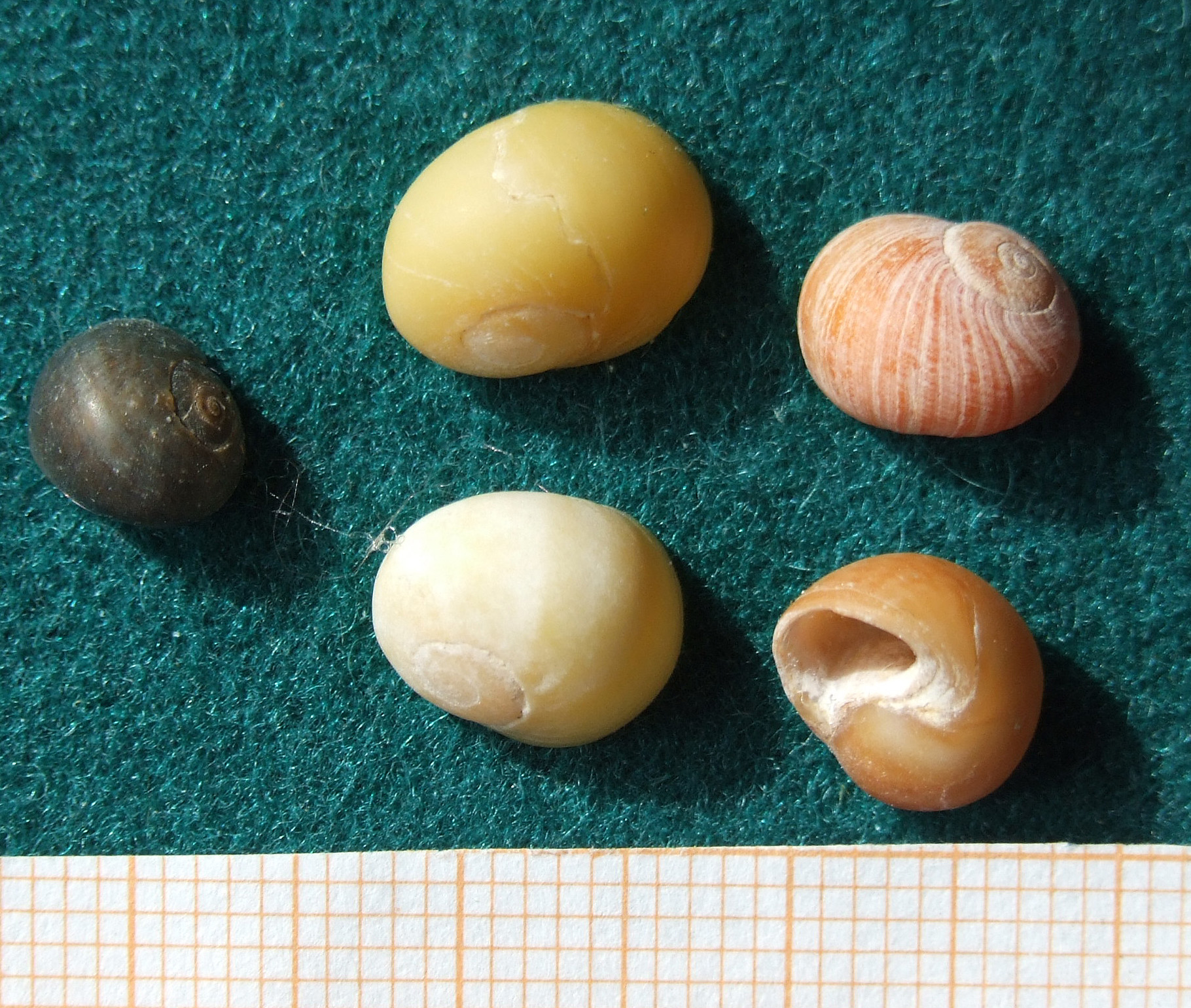
Diferentes conchas de bígaro chato.

Su concha es globosa, lisa, con la espiral corta y muy roma, de coloración muy variable, aunque normalmente de un solo color, pudiendo ser amarillo, verde, marrón rojizo, rojo anaranjado, casi blanco o negro, a veces con bandas de tonalidad más clara.
Puede alcanzar un tamaño máximo de 15 mm.

## Distribución
Es propio del Atlántico norte, encontrándose en las costas de América del Norte, desde Groenlandia hasta Nueva Jersey (Estados Unidos), y en Europa occidental, desde Islandia hasta las islas Azores, así como en el mar del Norte y el mar Báltico.

## Comportamiento
Aunque soporta grandes oscilaciones en el índice de salinidad, difiere del bígaro común (Littorina littorea) en el poco tiempo de resiste fuera del agua. La época de desove tiene lugar entre marzo y octubre. Su desarrollo es directo, sin fase larvaria.

## Subespecies
Se reconocen las siguientes subespecies:
- Littorina obtusata aestuarii
- Littorina obtusata arctica
- Littorina obtusata obtusata
- Littorina obtusata palliata